# Vincent du Vigneaud
Vincent du Vigneaud (18 de mayo de 1901 - 11 de diciembre de 1978) fue un bioquímico estadounidense. Fue galardonado con el Premio Nobel de Química en 1955, por su investigación sobresaliente en hormonas, aminoácidos, las vitaminas y las proteínas. Fue profesor de bioquímica en la Universidad de Washington desde 1932 hasta 1938

## Trabajos
Su carrera se caracterizó por un interés en azufre, proteínas y, especialmente, los péptidos. Incluso antes de su famosa obra acerca del esclarecimiento y síntesis de la oxitocina y vasopresina, se formó una reputación por su trabajo con la insulina, biotina, transmetilación, y penicilina. También estableció una serie de interrelaciones entre estructura y actividad para oxitocina y vasopresina, quizás el primer estudio de este tipo para péptidos.